# ダイアネ・ドス・サントス

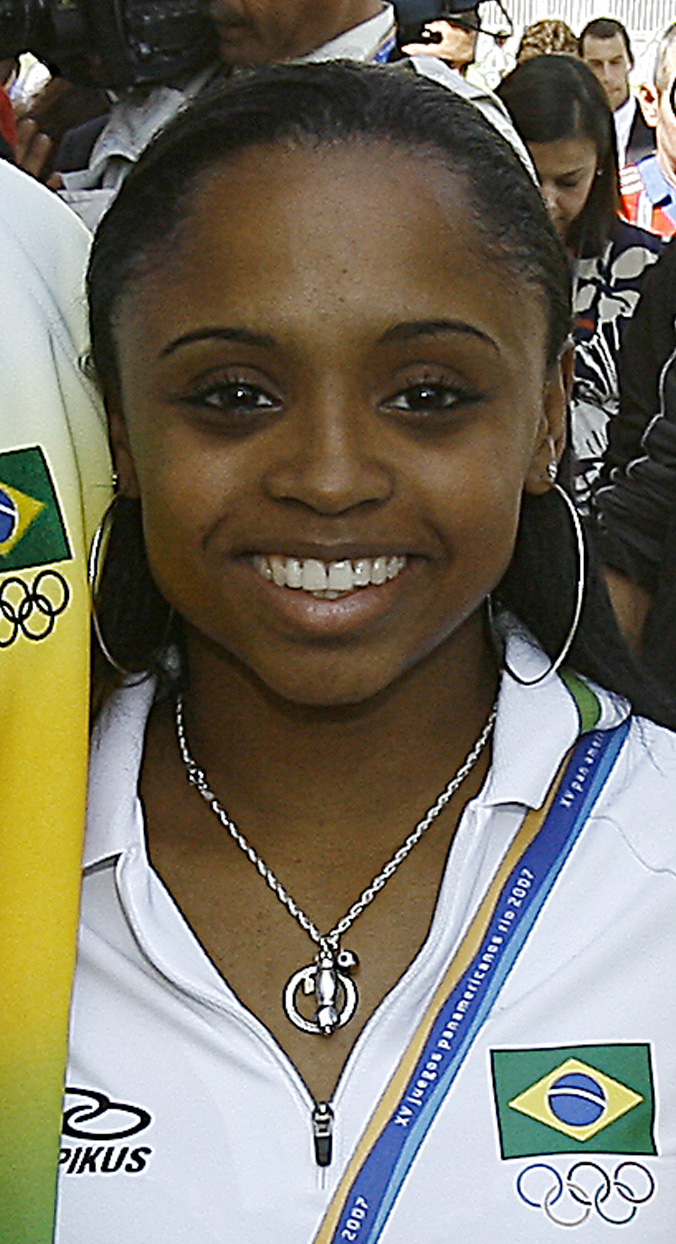
ダイアネ・ドス・サントス

ダイアネ・ガルシア・ドス・サントス（Daiane Garcia dos Santos, 1983年2月10日 - ）は、ブラジルの女子体操競技選手である。アフリカ系ブラジル人であり、「女子体操界の黒い真珠」の愛称を持つ。
ドス・サントスはドーピング検査で禁止薬物のフロセミドに陽性となり5カ月の資格停止処分となったことがある。

## 主な成績
- 2003年世界選手権（アナハイム）種目別床運動優勝
- 2004年アテネオリンピック種目別床運動5位
- 2008年北京オリンピック種目別床運動7位